# جون ريدمان
جون ريدمان (بالإنجليزية: John Redman)‏ هو طبيب أمريكي، ولد في 22 فبراير 1722، وتوفي في 19 مارس 1808.